# Insulinepen

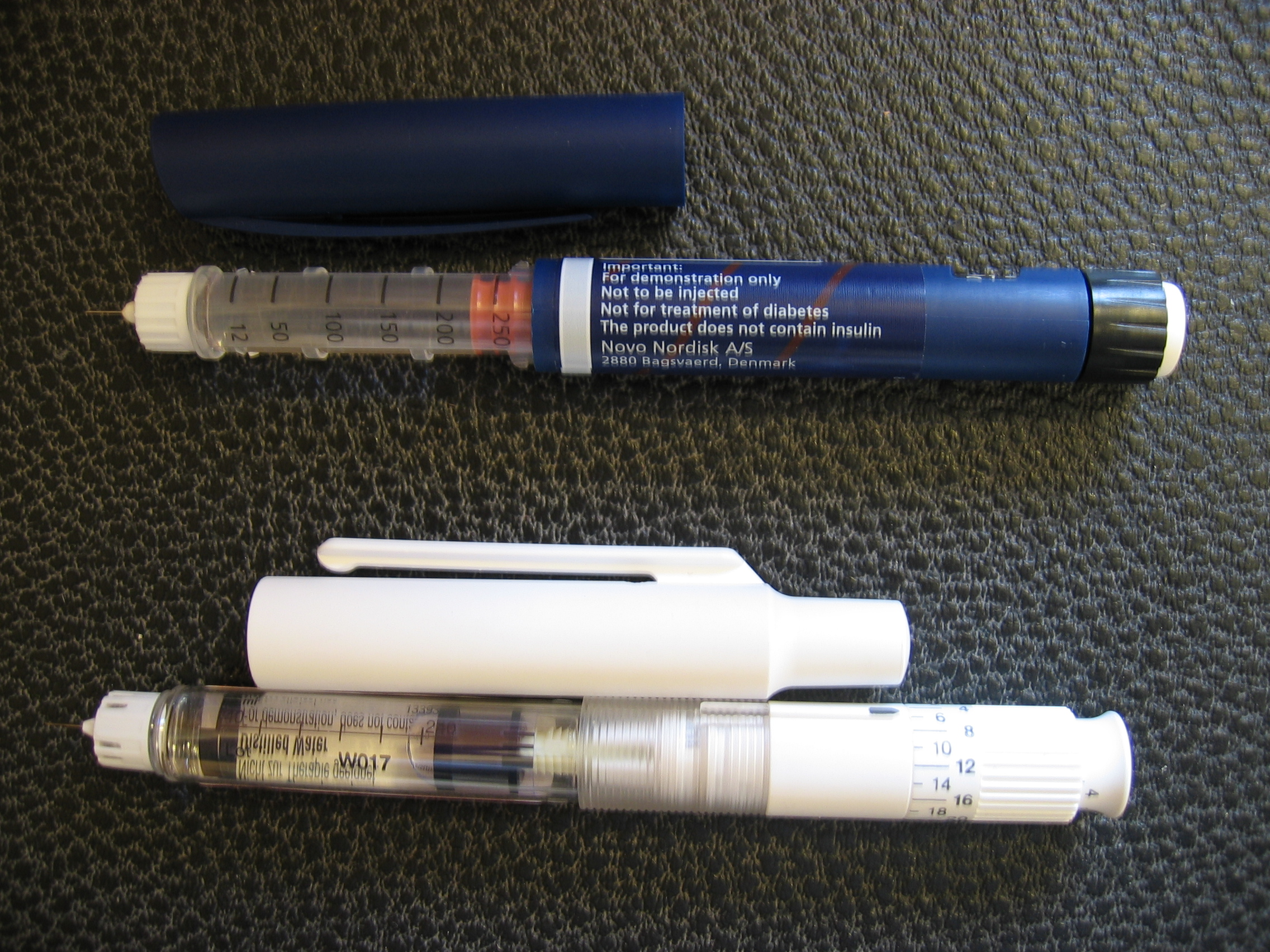
Twee voorgevulde insulinepennen met een naald er al opgeschroefd

Een insulinepen wordt door diabetici gebruikt om insuline mee te injecteren.
Er zijn twee soorten insulinepennen: voorgevulde en navulbare. Beide bestaan uit een soort pen waarop een wegwerpnaaldje geschroefd kan worden. Verder heeft de pen een doseerknop om de dosis te regelen. Het verschil is dat een voorgevulde pen bij levering gevuld is met insuline. Wanneer de pen leeg is wordt deze weggegooid. Een hervulbare pen bevat een ampul met insuline die vervangen kan worden wanneer deze leeg is.
Insuline wordt altijd subcutaan (in het vet onder de huid) toegediend. De gebruikte naalden zijn dan ook vrij klein vergeleken met andere injectienaalden. Voordat de insulinepen ontwikkeld werd dienden diabetici hun insuline toe met een gewone injectiespuit.
Een alternatief systeem voor de toediening van insuline is de insulinepomp.
Termen:
Bloedglucosespiegel ·
Glykemische index ·
Hyperglykemie ·
Hypoglykemie ·
Insuline ·
Insulineanalogon ·
Pancreas

Hulpmiddelen:
Glucosemeter ·
Inhaleerbare insuline ·
Insulinepen ·
Insulinepomp ·
Prikpen

Insuline:
Snelwerkend:
Insuline lispro ·
Insuline aspart ·
Insuline glulisine
Kortwerkend:
Gewoon insuline
Middellangwerkend:
NPH-insuline
Langwerkend:
Insuline glargine ·
Insuline detemir

Bedrijven en leveranciers:
Eli Lilly ·
Novo Nordisk ·
Sanofi-aventis ·
Pfizer